# Ernst Kupfer
Ernst Kupfer (Coburgo, 2 luglio 1907 – Semer Kajasen, 6 novembre 1943) è stato un militare e aviatore tedesco, decorato con la Croce di Cavaliere della Croce di Ferro con spade e fronde di quercia nel corso della seconda guerra mondiale.

## Biografia
Nacque a Coburgo il 2 luglio 1907. Frequentò la scuola secondaria Ernestium nella sua città natale, ma abbandonò presto gli studi e svolse un lavoro di apprendistato nel settore bancario. Dopo essere rimasto disoccupato nel corso della grande depressione che colpì la Germania negli anni Venti del XX secolo, riprese gli studi, si diplomò e poi studiò giurisprudenza all'università di Heidelberg. Il 1 ottobre 1928 fu arruolato nella Reichswehr, assegnato al 5º Squadrone del 17º Reggimento di cavalleria bavarese. e dal 1 maggio 1936 al 3 marzo 1937 tornò all'università in preparazione al suo dottorato in giurisprudenza, conseguito il 4 marzo 1937. con una tesi intitolata "Giurisdizione militare e giurisdizione di partito del NSDAP: un confronto". Ritornato in servizio nella Wechrmacht poco dopo divenne capo squadrone e nel 1939 fu promosso capitano. In quello stesso anno passò però alla Luftwaffe, dove venne inizialmente addestrato in una scuola di volo per aerei da ricognizione.
Alla fine del 1939 ricevette un ulteriore addestramento come pilota dei cacciabombardieri Junkers Ju 87 Stuka e il 31 agosto 1940 si unì inizialmente al gruppo supplementare Stuka (Ergänzungs-Stukagruppe) a Lippstadt. Il 7 settembre dello stesso anno fu trasferito allo Sturzkampfgeschwader 2 "Immelmann" in Francia. Il 1º ottobre assunse il comando della 7. Staffel del III. Gruppe che d'ora in poi venne denominato 7° Schwadron per le origini di Kupfer proveniente da un reggimento di cavalleria.
Effettuò la sua prima missione di combattimento durante l'operazione Merkur, centrando con un colpo diretto l'incrociatore leggero Gloucester, che successivamente colò a picco, il 22 maggio 1941.
Nel giugno 1941 la Staffel fu trasferita sul fronte orientale, assegnata inizialmente allo Heeresgruppe Mitte, ma poco dopo trasferito allo Heeresgruppe Nord. Il 23 settembre 1941 la Staffel lanciò un attacco alla flotta del Baltico che si trovava nel porto di Kronstadt, centrando con una bomba un incrociatore. In quella missione il suo aereo fu gravemente danneggiato dalla contraerea, ma egli riuscì ad atterrare in emergenza dietro le linee tedesche. Il 27 settembre, in un nuovo attacco condotto con 5 aerei su Kronstadt, danneggiò gravemente la nave da battaglia Oktyabrskaya Revolutsiya, ma fu nuovamente costretto a effettuare un atterraggio di emergenza. Durante la terza missione contro Kronstadt, il suo Ju 87 fu gravemente danneggiato dal fuoco dell'artiglieria contraerea, e l'aereo si ribaltò durante l'atterraggio di emergenza ed egli rimase gravemente ferito. Riportò una tripla frattura della base cranica, si ruppe altre ossa e ebbe una grave commozione cerebrale con schiacciamento del nervo ottico, venendo ricoverato in ospedale, dove il 23 novembre 1941 gli fu conferita la Croce di Cavaliere della Croce di Ferro.
Sei mesi dopo, il 1 aprile 1942, nonostante i medici temessero che non potesse più riprendere a camminare normalmente, assunse il comando della II Gruppe nell'SG 2 e fu promosso maggiore. Nel giugno 1942 salvò dalla cattura l'equipaggio di un altro Ju 87 atterrato in emergenza posandosi accanto all'aereo e raccogliendone all'equipaggiosotto il fuoco nemico per portandolo al sicuro dietro le linee amiche. Compì la sua 500ª missione di combattimento il 30 ottobre 1942. Nel Natale del 1942 salvò, almeno per alcuni giorni, con la sua Staffel l'aeroporto di rifornimento di Kalatsch dall'avanzata dei carri armati russi.
L'8 gennaio 1943 fu insignito delle foglie di quercia sulla Croce di Cavaliere della Croce di Ferro, e il 1 marzo 1943 fu nominato Geschwaderkmodore ad interim dello Sturzkampfgeschwader. Partecipò ai combattimenti contro la testa di ponte di Kuban e durante l'operazione Zitadelle. Il 5 luglio 1943 completò il suo 600º volo operativo durante la battaglia di Kursk. Quando l'offensiva tedesca fallì, tutte le unità disponibili dell'aviazione da attacco al suolo furono poste sotto il suo controllo raggruppate nel "Kapfverband Kupfer".
Il 1 settembre 1943 fu promosso tenente colonnello e assunse l'incarico di General der Schlachtflieger (comandante degli aerei da attacco al suolo). Ricoprendo questo incarico In questo ruolo condusse con successo una campagna per la sostituzione degli obsoleti aerei Junkers Ju 87 e Henschel Hs 123 con i più moderni Focke-Wulf Fw 190. Per scambiare esperienze con i singoli comandanti dei reparti da assalto (Schlachtgeschwader), si recò loro in visita al fronte.
Recatosi in visita all'Oberstleutnant Kurt Kuhlmey, comandante dello Schlachtgeschwader 3, all'inizio del mese di novembre 1943, rimase ucciso quando il suo Heinkel He 111 si schiantò al suolo a causa del maltempo sui monti Belagisa, a Semer Kajasen, 60 km a nord di Salonicco il 6 novembre. Il suo corpo fu ritrovato il giorno 17 novembre. Fu promosso postumo al grado di colonnello e insignito delle spade sulla Croce di Cavaliere della Croce di Ferro con foglie di quercia.
Aveva volato in 636 missioni di combattimento ed era stato abbattuto tre volte, tutte da fuoco della contraerea.

## Pubblicazioni
- Militärgerichtsbarkeit und Parteigerichtsbarkeit der NSDAP: Ein Vergleich, Erlangen, 1937.

### Annotazioni
1. ↑  Nel 1926 aveva aderito alla confraternita Allemannia Heidelberg.
2. ↑  L'equipaggio dell'aereo abbattuto era composto da Armin Thiede e Stein.

### Fonti
1. ↑  Aircrewremembered.
2. 1 2 3 4  Traces of War.
3. 1 2 3 4 5 6 7 8 9 10 11 12 13 14 15 16 17 18 19 20 21 22 23 24 25 26 27 28 29  Lexikon der Wehrmacht.
4. ↑  Obermaier 1976, p. 46.
5. ↑  Fellgiebel 2000, p. 280.
6. ↑  Fellgiebel 2000, p. 65.
7. ↑  Fellgiebel 2000, p. 43.
8. 1 2 3  Scherzer 2007, p. 486.
9. ↑  Pazwall 2008, p. 129.